# Mya Bollaers
Mya Bollaers, nascuda el 1996, és una actriu belga.
El 2020, va guanyar el premi Magritte a l'actriu més prometedora a la 10a cerimònia dels premis pel seu paper a Lola, dirigida per Laurent Micheli.

## Biografia
Mya Bollaers va néixer a Bèlgica l'any 1996. En la seva joventut, es va interessar pel teatre durant un breu temps.
Mya Bollaers va estudiar comerç i es va especialitzar en marxandatge a gran escala i després va realitzar estudis de psicologia.
Ella mateixa com a dona transgènere, va interpretar el paper de Lola, una noia trans a la pel·lícula Lola del 2019. Va ser el seu primer paper al cinema.

## Filmografia parcial

### Cinema
- Lola de Laurent Micheli

### Televisió
- L'invité[7]

## Premis i reconeixements

### Premis
- Magritte a l'actriu més prometedora[8]
- Ibis d'Or a la millor actriu al 6è Festival de Cinema i Música de cinema d'Ar Baol[9]

### Nominacions
- César a la millor pel·lícula estrangera[10]